# Ni Wei-Tou
Ni Wei-Tou (znaky: 倪維斗, pchin-jinem Ní Wéidòu;* 1944) je tchajwanský fyzik, který absolvoval katedru fyziky na Národní tchajwanské univerzitě (NTU) a získal doktorát z fyziky a matematiky na Kalifornském technologickém institutu. Po odchodu do penze v říjnu 2000 byl jmenován emeritním profesorem na katedře fyziky na National Tsing Hua University (NTHU) v Sin-ču, tento post zastává od roku 2006.
Je odborník na teoretickou a experimentální fyziku gravitace, astrofyziku, kosmologii, fyzika částic a kvantovou optiku. Je znám díky své teorii gravitace alternativní k obecné teorii relativity. Věnuje se i popularizaci vědy na Tchaj-wanu.